# Алканин
Алкани́н, алкане́т — органическое соединение, природный жирорастворимый краситель с химической формулой C16H16O5, выглядит как порошок красного цвета. Химически является производным 1,4-нафтохинона. Получают из корней растения «алканна красильная». Использовался в качестве пищевого красителя, входит в Кодекс Алиментариус под кодом E103, но был запрещен в ряде стран, в том числе и в России с 2008 года.
Синонимы: анхузин (от лат. anchusa tinctoria).

## Свойства
Порошок, имеющий цвет от золотого до тёмно-красного цвета, слабокислый на вкус. Нерастворим в воде. Растворяется в спирте, эфире, жирных маслах, лигроине, образуя при этом растворы красного цвета. Растворяется в щелочах, но раствор при этом имеет синий цвет. При подкислении щелочных растворов выпадает в виде осадка, окрашенного в красный цвет. Также растворяется в концентрированной серной кислоте, давая синее окрашивание. Стабилен при нормальных условиях.
Алканин структурно идентичен и оптически энантиоморфен шиконину (Токийскому фиолетовому) — красящему веществу растения Lithospermum erythrorhizon рода Воробейник, растущему на территории Японии.
С сульфатом бария образует нерастворимый лак. Реагирует с уксусным ангидридом и ацетатом натрия, образуя диацетильное производное. Разлагается под действием азотной кислоты на щавелевую и янтарную кислоты. Циклизуется в метилантрацен при перегонке с цинковой пылью.

## Получение
Выделяют из корней растения «алканна красильная» (лат. alkanna tinctoria) путём экстракции. Экстрагированное вещество не поддаётся дальнейшей очистке.

## Применение
Исторически использовался только для подкрашивания продуктов, содержащих жир: масел, помад, некоторых тинктур и подобного.

## Безопасность
Вызывает сильные раздражения при попадании в глаза, а также на кожу или слизистые оболочки. Не входит в список допустимых пищевых добавок в Евросоюзе и Украине, в Российской Федерации в 2008 году также исключён из списка допустимых пищевых добавок.